# 11月12日盃
11月12日盃（葡萄牙語：Taça 12 de Novembro）是東帝汶足球一項職業聯賽盃賽，東帝汶足球聯賽和東帝汶足球協會主辦。

## 賽制
盃賽在8月開始舉行，以单败淘汰制進行，總共有五輪比賽，包括在中立場東帝汶國家體育場舉行的半決賽和決賽，而決賽舉行日期為9月。
盃賽冠軍能獲得參加下一季的超級盃資格，對手為東帝汶業餘足球甲組聯賽冠軍或亞軍（如聯賽冠軍亦是盃賽冠軍）。

## 歷屆冠軍
- 2013：帝力[1]
- 2014：缺資料
- 2015：艾塔那[2]
- 2016：寶沙達[3]
- 2107：奥特拉马竞技[4]
- 2018：奥特拉马竞技[5]
- 2019：拉列诺克联[6]